# Rákóczifalva
Rákóczifalva é uma cidade no município Jász-Nagykun-Szolnok, no Norte da Grande Planície, região central da Hungria. A cidade ficou conhecida por causa de ter ocorrido uma "chuva" de rãs no dia 7 de junho de 2010, causada pela elevação de ares quentes por nuvens cumulonimbus, levando os animais.

## Geografia
Ele cobre uma área de 35,94 km2 (14 sq mi) e tem uma população de 5307 pessoas (2015).